# Třída Emir Bucharskij
Třída Emir Bucharskij byla třída torpédoborců ruského carského námořnictva. Celkem byly postaveny čtyři jednotky této třídy. Všechny byly zařazeny do Baltského loďstva. Byly nasazeny za první světové války. Dva torpédoborce 
byly potopeny za ruské občanské války a zbývající dosloužily v řadách sovětského námořnictva.

## Stavba
Celkem byly postaveny čtyři jednotky této třídy. Projekt vypracovala německá loděnice Schichau v Elbingu. Konstrukce navazovala na dřívější třídu Bditělnyj. Stavbu provedly v letech 1904–1906 Putilovská loděnice v Petrohradu a Sandvikens Skeppsdocka v Helsinkáchu.
Jednotky třídy Emir Bucharskij:
| Jméno           | Loděnice            | Založený kýlu | Spuštěna | Vstup do služby | Status |
| --------------- | ------------------- | ------------- | -------- | --------------- | --- |
| Emir Bucharskij | Sandvikens          | 1904          | 1905     | 1905            | Roku 1918 převeden do Kaspického moře, od roku 1920 Jakov Sverdlov, vyřazen 1925. |
| Finn            | Sandvikens          | 1904          | 1905     | 1905            | Roku 1918 převeden do Kaspického moře, od roku 1920 Karl Libkněcht, vyřazen 1925. |
| Moskviťanin     | Putilovská loděnice | 1904          | 1905     | 1905            | Roku 1918 převeden do Kaspického moře. Dne 21. května 1919 byl potopen pomocnými křižníky Britské kaspické flotily. V lednu 1920 jej vyzvedli bělogvardějci, již jej ale neopravili a 28. března 1920 jej sami znovu potopili, aby jej neukořistili bolševici. |
| Dobrovolec      | Putilovská loděnice | 1904          | 1905     | 1906            | Dne 21. srpna 1916 se v Irbenském průlivu potopil na mině. |

## Konstrukce

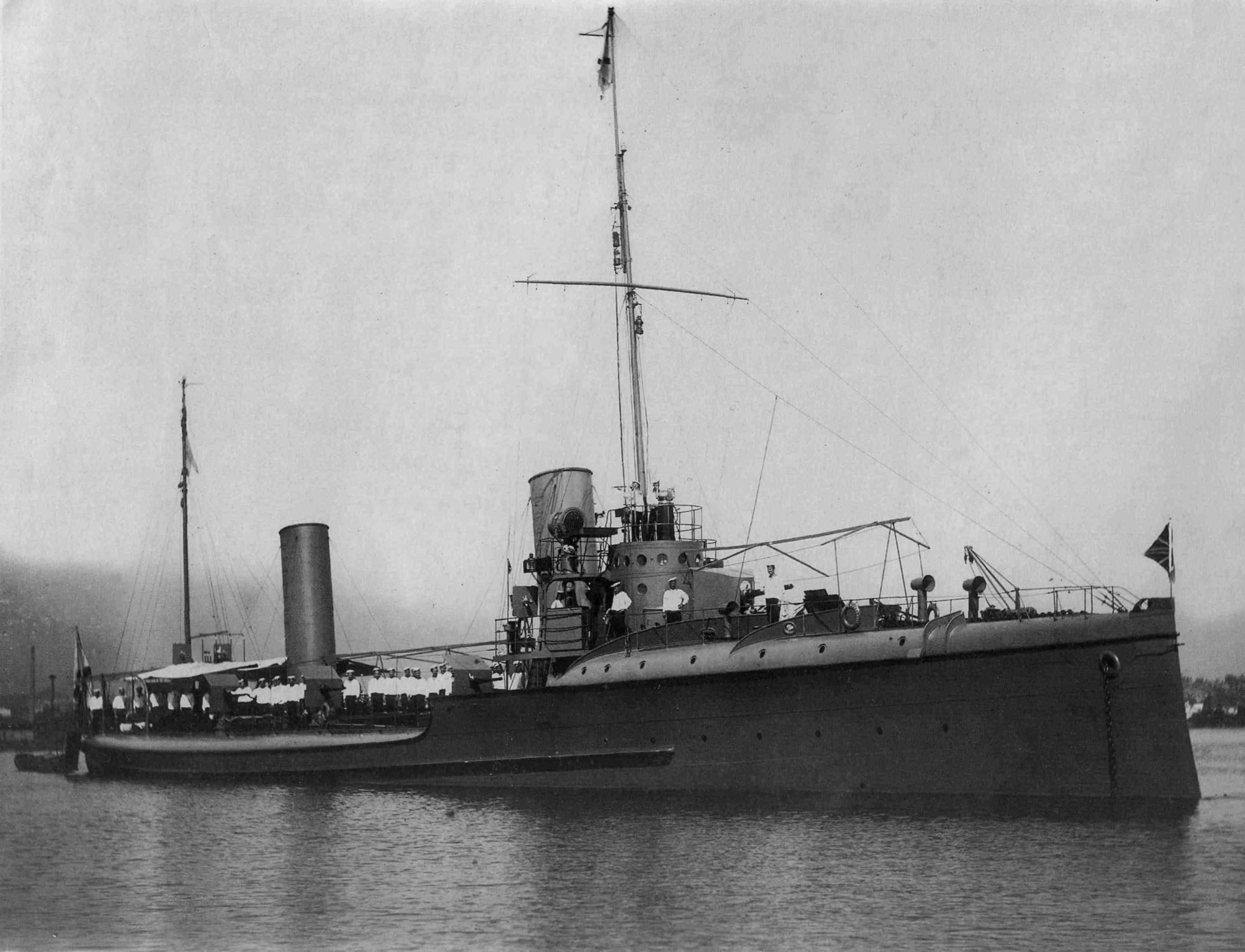
Emir Bucharskij

Torpédoborce nesly dva 75mm kanóny, šest 57mm kanónů, čtyři 7,62mm kulomety a tři 457mm torpédomety. Pohonný systém tvořily čtyři kotle a dva parní stroje o výkonu 6500 hp, pohánějící dva lodní šrouby. Nejvyšší rychlost dosahovala 25 uzlů. Dosah byl 1050 námořních mil při rychlosti 12 uzlů.

### Modifikace
Před první světovou válkou byly oba 75mm kanóny nahrazeny dvěma 102mm kanóny. Později výzbroj posílil 37mm protiletadlový kanón a zařízení pro nesení až 20 min.